# Râul Padina Popii
Râul Padina Popii este un afluent al râului Ciorânga Mare. 

## Hărți
- Harta Județului Brașov
- Harta Munților Piatra Craiului  Arhivat în 27 mai 2008, la Wayback Machine.